# Leif Andersson (fotbollsspelare)
Leif Gunnar Andersson, född 23 oktober 1932 i Göteborg, död 30 januari 2020 i Kortedala distrikt, Göteborg, var en svensk fotbollsmålvakt. Han spelade 1953–1969 för Gais, där han totalt gjorde 314 seriematcher.

## Karriär
Andersson började sin fotbollskarriär i kvartersklubben Stanley i Gamlestaden i Göteborg. Han fortsatte sedan i Sävedalens IF, där han spelade i A-laget med bland andra Bertil "Bebben" Johansson och Åke Norén, som båda senare blev stjärnor för IFK Göteborg. Dit ville dock inte Andersson, som var gaisare sedan barnsben, och därför gick han år 1953 som 21-åring i stället till Gais.
| ”                       | Det var ju GAIS jag ville till. Att skriva på för Blåvitt hade känts som ett stort svek. Min pappa var gaisare, så det var helt naturligt att jag också blev det. | „ |
| – Leif Andersson, 1994. | |   |

Anderssons Gais vann allsvenskan och tog SM-guld under hans första säsong, 1953/1954, men då Andersson endast stod i nio matcher under säsongen tilldelades han inte medaljen, då lagets andre målvakt Curt "Töta" Thorstensson spelade 13. Andersson stod dock när Gais i seriefinalen besegrade Hälsingborgs IF på bortaplan med 3–2, och han spelade även 0–0-matchen mot Jönköpings Södra IF som säkrade guldet.
Andersson var under sina år i Gais med om åtta kvalmatcher, och förlorade inte en enda. 1955 spelade han till och med en halvlek som utespelare efter en skada. Han skrev aldrig på något kontrakt med Gais, utan det räckte med ett handslag så var saken klar. Totalt spelade han 314 seriematcher för Gais åren 1953–1969, och sammanlagt gjorde han hela 536 matcher för klubben. Hans 314 seriematcher för Gais har endast slagits av Sören Järelöv med 323.

### Utmärkelser
År 1961 tilldelades Andersson den allra första Hedersmakrillen som årets bästa spelare i Gais. År 1967 fick han GT:s pris Kristallkulan för Västsveriges bästa fotbollsspelare, delat med sin gamle lagkamrat från Sävedalen, IFK Göteborgs "Bebben" Johansson. 2018 valdes han in i Göteborgs fotbollsförbunds Hall of Fame.

### I landslaget
Leif Andersson spelade två B-lagsmatcher med svenska landslaget, 1958 mot Danmark (3–3) och 1966 mot Danmark (2–1). Han var reserv i A-landslaget sex gånger, men spelade aldrig någon A-landskamp.

## Spelstil
Leif Andersson var en stor målvakt: 187 centimeter och 95 kilo, med skostorlek 45. Han var otroligt greppsäker med sina stora händer.

## Handboll
Under vintrarna spelade Andersson även handboll i föreningen Atos i 25 år.

## Källor

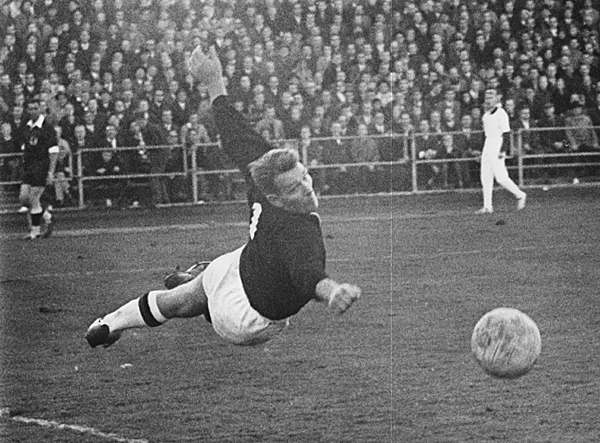
Leif Andersson i aktion, okänt år.